# Plaine-du-Nord
Plaine-du-Nord (em crioulo, Plèn dinò), é uma comuna do Haiti, situada no departamento do Norte e no distrito de Acul-du-Nord.